# Логическая ошибка (программирование)
Эта статья о логической ошибке в программировании. Об ошибках, связанных с нарушением логической правильности рассуждений, см. Логическая ошибка.
В программировании логической ошибкой называется баг, который приводит к некорректной работе программы, но не к краху программы.
Логические ошибки могут происходить как в компиляторах, так и в интерпретаторах. В отличие от синтаксических ошибок, программы с логическим изъяном являются правильными программами, хотя в большинстве случаев ведут себя не так, как задумано первоначально.
Существование данного вида ошибок связано с неправильными действиями на этапе принятия решений.
В C++ логической ошибкой также называется особое исключение (logic_exception).

## Общие причины
Ошибки могут быть связаны как с простейшими опечатками в написании операторов, так и в запутанном выборе веток алгоритма. Существует также масса других причин: некорректное приведение типа, использование переменной вне её области видимости, отсутствие фрагмента кода и ошибочное понимание разработчиком требований.

## Отладка логических ошибок
Одним из способов поиска этого типа ошибки является распечатка списка переменных в программе (во внешний файл или на экран). Хотя этот способ не работает, если ошибка заключается в вызове не той функции, он всё же является самым простым в случае неправильной реализации математического алгоритма.

## Примеры
В этом примере задачей функции является возвращение среднего для двух переданных чисел. Ошибка кроется в неучёте приоритета операторов (деление в выражении вычисляется до операции сложения) и отсутствии по этой причине скобок.
```
int
 
average
(
int
 
a
,
 
int
 
b
)

{

    
return
 
a
 
+
 
b
 
/
 
2
;
     
/* правильная запись (a + b) / 2 */

}

```